# Vahlenmühle
Vahlenmühle ist ein Gemeindeteil der Gemeinde Gerhardshofen im Landkreis Neustadt an der Aisch-Bad Windsheim (Mittelfranken, Bayern). Vahlenmühle liegt in der Gemarkung Gerhardshofen.

## Geografie
Die Einöde liegt am Altenbuchbach, der dem Ortsnamen zu schließen ursprünglich Vahlenbach hieß, einem rechten Zufluss der Aisch. Unmittelbar westlich liegt das Flurgebiet Auf der Höhe, unmittelbar südlich liegen die Gährleitenweiher, im Nordosten die Ehrlbachweiher. 0,5 km südöstlich erhebt sich der Mühlberg (340 m ü. NHN). Ein Anliegerweg führt nach Forst (0,8 km nördlich).

## Geschichte
Der Ort wurde 1303/17 im Lehenbuch des Hochstifts Würzburg als „Valenbrunn“ erstmals urkundlich erwähnt. Dem Ortsnamen nach zu schließen bestand der Ort ursprünglich aus mehreren Höfen.
Gegen Ende des 18. Jahrhunderts gab es in Vahlenmühle ein Anwesen. Das Hochgericht übte das brandenburg-bayreuthische Kasten- und Jurisdiktionsamt Dachsbach aus. Das Anwesen hatte die brandenburg-bayreuthische Verwaltung Birnbaum als Grundherrn.
Von 1797 bis 1810 unterstand der Ort dem Justizamt Dachsbach und Kammeramt Neustadt. Im Rahmen des Gemeindeedikts wurde Vahlenmühle dem 1811 gebildeten Steuerdistrikt Dachsbach und der 1813 gebildeten Ruralgemeinde Gerhardshofen zugeordnet.

## Einwohnerentwicklung
| Jahr      | 001818 | 001840 | 001861 | 001871 | 001885 | 001900 | 001925 | 001950 | 001961 | 001970 | 001987 | 002016 | 002020 |
| Einwohner | 13     | 11     | 9      | 10     | 4      | 7      | 6      | 8      | 4      | 7      | 5      | 1      | 4      |
| Häuser    | 3      | 2      |        |        | 2      | 2      | 1      | 2      | 1      |        | 1      |        |        |
| Quelle    | [ 11 ] | [ 12 ] | [ 13 ] | [ 14 ] | [ 15 ] | [ 16 ] | [ 17 ] | [ 18 ] | [ 19 ] | [ 20 ] | [ 21 ] | [ 22 ] | [ 1 ]  |

## Religion
Der Ort ist seit der Reformation evangelisch-lutherisch geprägt und bis heute nach St. Peter und Paul (Gerhardshofen) gepfarrt.